# Сучава
Суча́ва (рум. Suceava) — город в Румынии, административный центр жудеца Сучава.
По данным переписи 2022 года население составляет 84 308 человек. В Сучаве расположена Сучавская Тронная крепость — место коронации молдавских господарей.

## История
Сучава была столицей Молдавского княжества с 1365 по 1565 гг. При правлении господаря Александра Доброго (1400—1432 гг.) Сучава становится в 1401 году резиденцией митрополита Молдавии. В эти же годы сюда были вывезены мощи великомученика Иоанна Нового — греческого купца, замученного татарами в Аккермане в конце XIV века. Святой Иоанн стал покровителем Молдавии. Вокруг могилы святого в Сучаве был построен храм митрополии. Это связало Сучаву не только с Константинополем, но и с Трапезундом. Все последующие господари Молдавии, вплоть до XIX века, приносили ежегодно дары греческому монастырю Панагия Сумела южнее Трапезунда. В 1565 г. под турецким давлением столица была перенесена в Яссы.

## Известные уроженцы, жители
В Сучаве после 1816 года учителем религии служил Верещинский Н. М.

## Достопримечательности

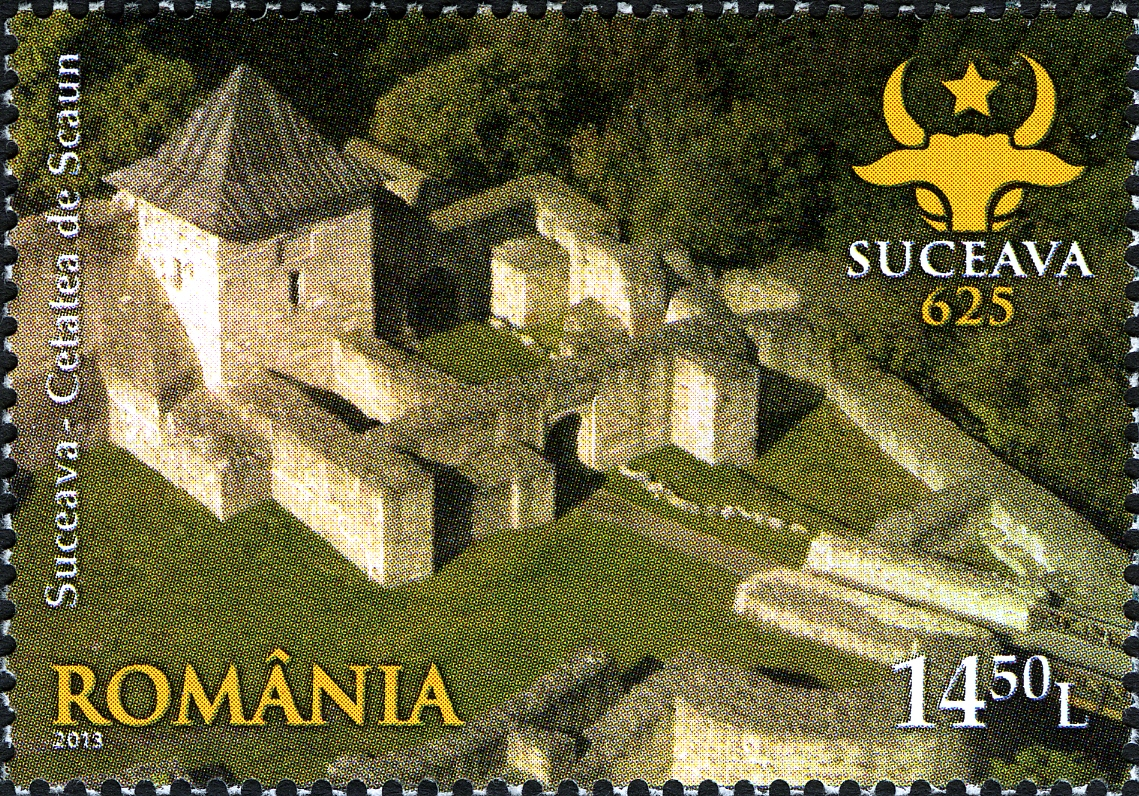
Тронная крепость на почтовой марке Румынии. 2013 г.

- Тронная крепость — старинная крепость, построенная в XIV веке.
- Монастырь Замка
- Памятник Стефану Великому
- Монастырь Агигадар

## Города-побратимы
Сучава является городом-побратимом следующих городов:
- Сосновец, Польша[1]
- Черновцы, Украина[1]
- Гуйчжоу, КНР
- Сороки, Молдавия[2]

## Ссылки

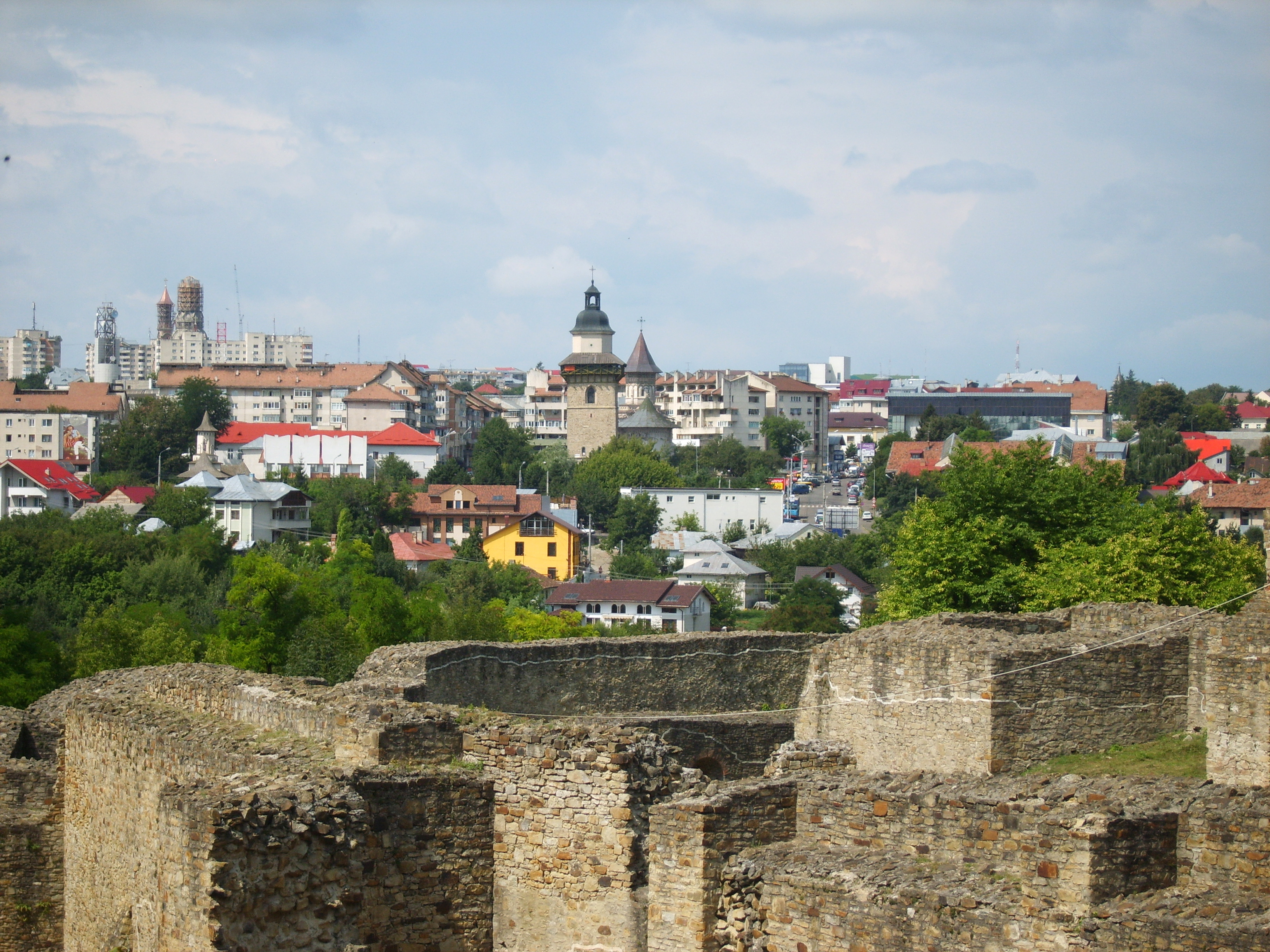